# 西村眞悟弁護士法違反事件
西村眞悟弁護士法違反事件（にしむらしんごべんごしほういはんじけん）とは、弁護士である西村眞悟衆議院議員が1997年（平成9年）から2004年（平成16年）にかけて右翼活動家の男性に自身の弁護士名義を違法に使用させ、交通事故の示談交渉などにあたらせた上で利得の一部を受け取っていたとして、弁護士法違反の罪に問われた事件。

## 事件の経緯
本項の記述は特に言及がない限り、当時件に関する大阪地裁2007年（平成19年）2月7日判決および同年9月13日判決の事実認定部分に基づく。

### 背景事情
西村眞悟は1985年（昭和60年）4月から弁護士としての活動を始め、1988年（昭和63年）7月には大阪市内に「西村眞悟法律事務所」を開設した。しかし1993年（平成5年）の第40回総選挙で従兄・章三の地盤を継いで旧大阪5区から民社党公認で出馬し初当選を飾ると、以後2005年（平成17年）の第44回総選挙まで連続当選を重ね、国会議員としての活動が多忙になったため、初当選以降は弁護士としての業務をほとんど行っていなかった。
一方、かつて右翼団体「大日本皇誠社」に所属していた右翼活動家のXは、1982年（昭和57年）頃から交通事故の示談交渉などの非弁活動に携わっており、1991年（平成3年）2月に弁護士法違反等の罪で懲役1年の実刑判決を受け服役した。出所後は政治雑誌の出版社を経営していたが経営難から多額の負債を抱えたため、1996年（平成8年）頃から交通事故に関する医療調査等を行う調査会社を営むようになった。
翌1997年（平成9年）6月、出版社の東京事務所を任されていたXの部下は、Xともども以前から付き合いのあった西村の議員事務所事務員Y（後に西村の公設第一秘書・政策担当秘書）から聞いた話をもとに、西村眞悟法律事務所が開店休業状態であること、西村も政治資金の工面に悩んでいることをXに伝え、同事務所を再開させてXが示談交渉等を行えばよいのではないかと進言した。これを受けてXはYと連絡を取り、西村と面談する機会を作るよう依頼した。

### 非弁活動の合意
同月、衆議院議員会館に出向いたXはY立会いの下で西村（当時は新進党所属）と面談し、「代議士はお忙しいために法律事務所を開店休業状態にしているとお聞きしましたが、もったいない話です。私は交通事故のことに精通しておりますし、保険会社から依頼を受けてリサーチをやっていたこともあります。法律事務所を再開して私にお任せいただければ、報酬の半分は私の歩合、経費は私の負担として、毎年500万円くらいは代議士にお渡しできると考えています」などと申し出た。
これに対して西村は、「そうやな、分かった。交通以外は自分がやるわ。交通は、あんたに任せるという方向でやってみよか」などと概括的な了解の意思を示した。さらに数度の面談を経て、西村とXは「依頼者から着手金は取らない」「弁護士報酬は得られた損害賠償金等の1割程度とする」「その半分をXの給料とする」などの内容で合意を締結した。

### 非弁活動の展開
Xは1997年（平成9年）秋頃、「西村眞悟法律事務所」と書かれたプレートや認印などを用意し、事務員を雇い入れるなどして法律事務所の体裁を整えると、自らは「西村眞悟法律事務所事務局長」を名乗り、「弁護士西村眞悟」名義で損害賠償請求等の事務を受任し始めた。
Xは銀行に西村名義の口座を開設した上で、当初の合意とは異なりそこに振り込まれた損害賠償金の3割から5割程度を弁護士報酬・調査費等の名目で取得する一方、さらに1割程度を法律事務所名義の口座に移し、その半分を西村に渡していた。
西村は元々交通事故の事案を数件しか取り扱ったことがなく、知識が豊富でなかったこともあって事件処理はほぼXに任せきりであった。それでも最初の頃はXからの報告書に目を通したり、示談書を添削したりしていたが、1999年（平成11年）に防衛政務次官に就任してからは多忙を理由に報告書に目を通すこともなくなった。
こうした非弁活動は1998年（平成10年）8月頃から2004年（平成16年）7月頃までの約6年間で合わせて45件行われていた。
なお西村は2001年（平成13年）5月23日に開かれた衆議院法務委員会で、自らが非弁活動をさせていたにもかかわらず、「弁護士の不祥事が相次いでおり、国民的には非常にだらしないという思いがある」「弁護士事務所の法人化を認めると非弁活動を公然と行うことにつながりかねない」と政府の対応をただす発言を行っていた。

### 非弁活動の終了
2000年（平成12年）以降、西村はYからXに非弁活動の前科があることを聞き、さらに他の弁護士からもXと一緒に仕事をしないほうがよいとの忠告を受けた。そこで同年12月頃、今後は新規事件を受任せず、現在受任している案件を処理した時点で法律事務所を閉鎖するようXに申し入れた。Xは難色を示したが、最終的にこれを了承した。ただし2002年（平成14年）10月頃、後援会幹部から交通事故に関する損害賠償請求等を依頼された際にはXに対して当該事件の処理をするよう指示している。
2003年（平成15年）4月頃、Xは西村の取り分を持参して議員事務所を訪れたが、既にXとの関係が煩わしくなっていた西村は「お金はもうええんや。今扱っている案件を処理したら、この仕事も終わりや」と述べて持参した取り分の受け取りを拒否した。この対応を受けてXは、既に受任していた案件の処理と別の弁護士への引き継ぎを行った。
翌2004年（平成16年）10月4日、Xは自身が非弁活動の容疑で捜査の対象となっていることを知り、Yに連絡した。西村の指示を受けたYは同月8日に法律事務所を訪れて西村名義の印鑑や通帳を回収し、Xによる非弁活動は完全に終了した。

## 責任の追及

### 刑事責任
2005年（平成17年）11月18日、大阪地検特捜部はXと法律事務所職員3名を弁護士法違反および組織犯罪処罰法違反の容疑で逮捕し、西村の議員事務所を家宅捜索した。西村・Y・議員事務所事務員の3名も同月28日に弁護士法違反容疑で逮捕され、さらに翌12月18日に組織犯罪処罰法違反の容疑で再逮捕された。また12月16日には証拠隠滅容疑で西村の支援団体「日本眞悟の会」副幹事長の鈴木尚之が逮捕された。
その後鈴木ら5名はいずれも関与の度合いが薄いとして起訴猶予処分とされたが、西村とXは弁護士法違反および組織犯罪処罰法違反の容疑で大阪地裁に起訴された。検察が西村を組織犯罪処罰法違反違反でも起訴の対象としたのは、長年の名義貸しの悪質性と多額の不法収益を重視し、没収・追徴の規定がない弁護士法を補完する狙いがあった。西村は12月28日付で保釈が認められ、保釈金3000万円を納付した上で保釈された。
西村は弁護士法違反（名義貸し）の容疑については罪を認めつつも、組織犯罪処罰法違反（犯罪収益等収受）の容疑については無罪を主張して争った。大阪地裁は2007年（平成19年）2月7日、犯罪収益等収受罪は前提となる犯罪の本犯者以外の者による資金洗浄を処罰する趣旨であり、本犯者間での利得の移転は前提となる犯罪の罪責において評価されるべきものであるから、Xによる非弁活動の共同正犯である西村に犯罪収益等収受罪は成立しないとして、弁護士法違反についてのみ有罪とする判断を下した。
その上で「政治資金目当てに依頼者の信頼、ひいては弁護士全体に対する社会的信頼を踏みにじった」と厳しく指摘しつつも、依頼者の大半に自身の取り分相当額を返金していること、依頼者や支持者から減刑嘆願書が提出されていること、既に一定の社会的制裁を受けていることなどを挙げ、西村に懲役2年・執行猶予5年の判決（求刑…懲役2年・罰金100万円・追徴金約836万円）を言い渡した。西村・検察ともに控訴しなかったため、判決はそのまま確定した。
一方Xは同年9月13日、弁護士法違反（非弁行為）・組織犯罪処罰法違反（犯罪収益等の仮装）の両容疑について有罪とされ、懲役1年10月（実刑）・罰金200万円・追徴金4364万5759円の判決を言い渡された。なおこの判決で大阪地裁は、犯罪収益等仮装罪に関して西村は少なくとも幇助犯にあたると指摘している。Xは控訴・上告して争ったが、2010年（平成22年）7月26日、最高裁はXの上告を棄却し、大阪地裁の判決がそのまま確定した。

### 国会議員としての責任
2005年（平成17年）11月28日、逮捕された西村は秘書を通じて当時所属していた民主党に離党届を提出したが、民主党ではこれを受理せず、翌29日付で西村の除籍と辞職勧告を決定した。
翌2006年（平成18年）3月9日に開かれた初公判で西村が弁護士法違反の容疑を認めたことを受け、自民・公明両党は西村に対する議員辞職勧告決議案を衆議院に提出。決議案は同月17日の本会議で自民・公明・民主・共産・社民各党などの賛成多数により可決された。国会での辞職勧告決議は本件が戦後4例目であり、自民党が決議案提出に加わったのはこれが初めてだった。なお河野太郎（自民）・永田寿康（民主）の2名は採決を棄権し、山田正彦（民主）・鈴木宗男（大地）・平沼赳夫（無所属）の3名は反対に回った。
議員辞職を求める動きに対して西村は「拉致問題などの任務を放棄するわけにはいかない」「北朝鮮に全面制裁を科すのであれば辞職してもいい」などと主張してこれを拒否し、結局有罪確定後の2009年（平成21年）7月21日、衆議院解散により失職するまで衆議院議員の地位に留まり続けた。
なお西村は同年8月30日施行の第45回総選挙で落選したが、2012年（平成24年）12月16日施行の第46回総選挙で日本維新の会の公認を受けて返り咲きを果たした。しかし、翌2013年（平成25年）5月17日に開かれた党代議士会で「韓国人の売春婦はまだうようよいる。大阪で『お前、韓国人慰安婦だ』と言ってやったらいい」と発言したことが原因となり、同党を除名されている。

### 弁護士としての責任
事件が明るみに出た直後の2005年（平成17年）11月25日、西村は大阪弁護士会に退会届を提出したが同会はこれを受理せず、西村に対する懲戒手続を開始した。その後有罪判決の確定によって欠格条項に抵触したこともあり、西村は弁護士廃業に追い込まれることになった。
またXから引き継いだ事件の報酬をXと分け合っていた別の弁護士に対し、大阪弁護士会は2009年（平成21年）3月30日付で業務停止2月の懲戒処分を下した。

### 追徴課税
一連の非弁活動によって西村は約3600万円、Xは約3億2000万円の利益を得ていたが、そのうち西村は約600万円分、Xは約4000万円分しか所得としての申告をしていなかった。国税庁は検察からの連絡を受けて税務調査を行い、西村とXに申告漏れを指摘。指摘を受けた両者はいずれも修正申告を行い、西村は重加算税・延滞税など約1650万円を納付した。